# Solaris Urbino 18 Hybrid
Solaris Urbino 18 Hybrid (укр. Соларіс Урбіно 18 «Гібридний»)  — 18-метровий двосекційний автобус, що з 2006 року випускається польською автобусобудівною компанією Solaris Bus&Coach. Цей автобус є новою розробкою компанії для ще більшого покращення транспорту, дружнього до екології, він є гібридним, окрім дизельного двигуна у нього наявні і два електрогенератори виробництва фірми «Allison». Як і у звичайного Solaris Urbino 18, є декілька поколінь виробництва даного автобуса, поки що їх 2: Mk1 випускався з 2006 по 2008 роки, а Mk2 випускається з 2008 року. Завдяки застосуванню гібридної технології, витрати пального автобуса та шкідливі викиди вуглекислого газу в атмосферу значно зменшилися. Крім цього, у даного автобуса вже наявна найновіша система компенсації викидів Euro-5.
Такий автобус одразу почав користуватися попитом у країнах Європи, такі автобуси працюють у Німеччині, Швеції та Шверцарії та деяких інших країнах, де вони зазвичай широко рекламуються, про те, що гібридні та мають чимало інших переваг, компанія Solaris вже має новий символ з симпатичною таксою, яка показує переваги автобуса (детальніше про них, і про таксу теж нижче). Solaris Urbino 18 Hybrid вже не є єдиним з лінійки гібридних автобусів виробництва Solaris Bus&Coach — вже розроблений 12-метровий Solaris Urbino 12 Hybrid.
Solaris Urbino 18 також випускає модифікацію Solaris Urbino 18 CNG на пропані, газобалоновий двигун є менш «брудним», аніж звичайний дизельний двигун

## Описання моделі
Solaris Urbino 18 Hybrid є автобусом, який є універсальним, завдяки своїм габаритам, автобус добре пристосований працювати у великих містах з великим пасажиропотоком, і водночас є досить вертким; а завдяки тому, що він є «гібридним», ще й економить пальне та набагато менше забруднює навколишнє середовище. Сам по собі, як і багато інших автобусів та тролейбусів виробництва Solaris, автобус є досить крупним, довжина автобуса становить 18 метрів, як і у його «негібридного» аналога Urbino 18. Варіанти виконання першого і другого покоління гібридного автобуса майже не різняться, ні ззовні, ні зсередини, за винятком того, що у другого покоління вітрове скло суцільне, а у першого розділене. Обшивка та каркас автобуса виготовлені із неіржавкої сталі, і покриті антикорозійними емалями, боковини гібридного — з неіржавкої сталі та алюмінієвих листів, дах автобуса обшитий сталевими листами, завдяки чому автобус стає надійним і довговічним, і має дуже високий строк служби кузова. Кузов тролейбуса дволанковий, тримальний (коли вже наявний готовий кузов, і елементи «чіпляють» вже на готовий кузов, а не на раму); вагонного компонування; у гібридного автобуса заокруглені кути на боковинах, передку і задку і узагалі сучасний дизайн.
Передок тролейбуса від Urbino 18 (у різних поколіннях) відмінностей не має. Лобове скло тролейбуса гнуте, безколірне та загнуте з боків; у автобуса панорамне лобове скло завдяки великому розмірові вітрового скла водієві буде легше контролювати ситуацію на дорозі; у двох поколіннях гібридного автобуса Solaris Urbino 18 Hybrid буває як цільне, так і роздільне лобове скло. Відповідаючи сучасним вимогам стосовно нових автобусів, гібридний комплектується вітровим склом-триплекс, тобто безосколковим лобовим склом, склом, яке обклеєне з двох боків одним або більше шарами пластику і при сильному пошкодженні (як, наприклад лобовий удар), розбиті скалки залишаються у масі і не розсипаються, таким чином не можуть нікого травмувати. Склоочисники тролейбуса можуть бути як горизонтального, так і паралелограмного типу, склоочисники гібридного автобуса мають великі полотно-насадки та є трьохшвидкісними. Світлотехніка на передку представлена 10 фарами та двома габаритними вогнями: у автобуса наяні 6 звичайних фар, 2 протитуманні фари і 2 фари дальнього світла; усі фари округлої форми, невеликого розміру, однак досить потужні і оснащені лінзовим склінням, за рахунок чого значно збільшується їхня далекоглядність. Протитуманні фари та фари дальнього світла також оснащені лінзовим склінням. Бампер автобуса зварний, нічкоокреслений, у ньому є місце для номера автобуса, оскільки усі рейсові автобуси мають мати номер (не тільки парковий, а і власний), у більшості країн Європи власні номери мають і тролейбуси. Емблема фірми Solaris Bus&Coach розміщена посередині передка, окрім сріблястої літери «S», наявний і підпис «Solaris». Окрім емблеми Соларіс, на передку гібридного автобуса розміщені і інші примітні символи. Характерний символ автобусів а тролейбусів Solaris — симпатична весела зелена такса, яка показує на низький рівень підлоги транспортного засобу, його дружність до екології (усі транспортні засоби Solaris Bus&Coach відповідають дуже суворим нормам щодо шкідливих викидів, а цей і узагалі доріс до Євро-5) та підвищену увагу до пасажирів; такса стала дещо іншою, ніж інші символи з таксами: якщо придивитися уважно, на її тілі помітні два синіх сердечка, які вказують на ще більшу дружність автобуса до екології (він же гібридний). Окрім вищезгаданої симпотної такси на передку автобуса розміщені (зазвичай) і такі знаки, як можливість перевезення інвалідів у візках (іконка з позначкою інваліда на синьому фоні), а також людей похилого віку та маломобільних громадян (іконка людини з паличкою); автобус цілком адаптований до цього: він низькопідлоговий від початку до кінця. Окрім цих символів, на автобус клеїться (зазвичай) іконка позначення габаритів автобуса (зокрема, його «хвоста»), такі знаки можна побачити і на деяких звичайних Urbino 18; такі знаки можна побачити і на задній панелі автобуса. Бокові дзеркала заднього виду сферичні, і звішуються у стилі «вух кролика», у автобуса наявні і додаткові дзеркала для кращого контролю та огляду за ситуацією позаду автобуса; крім цього, бокові дзеркала заднього виду регулюються і оснащуються електропідігрівом. Над лобовим склом розміщений верхній рейсовказівник гібридного автобуса, рейсовказівники автобуса — сучасні електронні табло з суцільним дисплеєм, до того ж, це табло може працювати «рухливим рядком», і вони, окрім маршрутів можуть показувати і таке як «Пауза», з спеціальними малюнками. Інші рейсовказівники розміщені на лівій боковині і ззаду (задній вказівник показує лише номер).
Моторний відсік автобуса знаходиться на його задньому звисі, автобус комплектується дизельним двигуном Cummins ISB6.7 250B потужністю 180.5 кіловат; автобус відповідає нині найжорсткішим екологічним нормам, що зараз існують (на 2010 рік)  — Euro-5. Але це не усе: оскільки автобус є «гібридним», він має два електрогенератори виробництва Allison потужністю 75 кіловат кожен (батареї і охолоджувальні вентилятори винесено на дах, тому на даху зчленованого автобуса є великий і помітний «короб»). Накопичувальні батареї NiMH, їх винесено на дах, що сприятиме їхньому природному охолодженню під час руху. Переваги застосування гібридної технології:
- зменшення витрат дизельного палива у середньому на 22—24 відсотків
- зменшення шкідливих викидів у атмосферу у середньому на 30 відсотків
- застосування системи рекуперації (тобто повернення енергії) під час електродинамічного гальмування (додаткова система гальмування).

Застосування гібридної технології є основною перевагою цього автобуса; до того ж, автобус комплектується якісними Європейськими ходовими частинами. Мости автобуса виконані німецькою фірмою ZF, автобус є тривісним, ведучий міст середній, автобус комплектується як дисковим так і радіальним кріпленням шин. Гальмівна система автобуса досить потужна і представлена такими компонентами:
- робоче гальмо: приводиться у дію натиском водія на педаль гальма і сповільнення залежить від сили натиску — пневматичне, двоконтурне, з розділом на контури по осях;
- стоянкове гальмо: зазвичай це ручний важіль для нерухомого утримання машини на місці під час стоянки, і діє на гальмівні механізми коліс ведучого моста — представлене ручним важелем.
- додаткове гальмо: електродинамічне гальмо з рекуперацією;
- ABS — антиблокувальна гальмівна система
- ASR — антипробуксувальна гальмівна система
- EBS — гальмівна система, яка об'єднує у себе ABS i ASR, і ручне гальмо.

Передня підвіска незалежна, задня залежна пневматична, у автобуса наявна система підвищення і пониження підлоги буквально до рівня тротуару (кнілінг), така система може застосовуватися на зупинках, під час входу і виходу пасажирів з салону. Як і усі міські автобуси та тролейбуси Solaris Bus&Coach гібридний автобус є повністю низькопідлоговим, висота підлоги у тягачі становить 32 сантиметри, а у причепі — 34; система кнілінгу здатна підвищувати рівень підлоги на 6 сантиметрів (до 38—40), і понижувати на 7 сантиметрів (до 25—27). До салону автобуса ведуть 4 двійчасті двері (це стандартна комплектація, можливі і альтернативні варіанти з іншою формулою дверей); двері автобуса мають розвинуте тоноване скління та травмобепечні безосколкові склопакети, двері поворотно-зсувного типу та мають систему проти защемлення пасажирів. Завдяки низькому рівню підлоги (симпатична такса красномовно про це свідчить), автобус здатний перевозити маломобільних громадян, також завдяки низькій підлоги відбувається швидкий вхід та вихід пасажирів з/до салону.
Салон автобуса має багато подібностей із звичайним Urbino 18, однак у гібридної версії є відмінності та осучаснення. Підлога салону застелена суцільнотягненим лінолеумним килимом з блискітками; салон має світлі барви: боковини світло-сірого кольору, підлога сірого і стеля салону сріблястого кольору. Поручні автобуса тонкого типу, зі сталевої труби та покриті полімерною фарбою для запобіганню корозії; вертикальні поручні можуть як кріпитися до підлоги, так і ручок сидінь, що розміщені поблизу. Вертикальні поручні гнуті зверху, деякі з них, на накопичувальному майданчику гарно вигнуті; горизонтальні поручні розміщені уздовж усього салону, а також можуть оснащуватися пластиковими ручками-тримачами для більшого комфорту. На деяких поручнях встановлюються компостувальні апарати (електронні) і кнопки виклику до водія, які розміщені не над дверним отвором, а на поручнях біля дверей. Сидіння автобуса напівм'які, роздільного типу, їхня відмінність від звичайного Urbino 18 — спинки не обшиваються синтетичною тканиною, подушки, звичайно, обшиваються синтетичною тканиною і, як і у всіх автобусів Solaris розшиті різним узорами (і, іноді надписами). Сидіння у салоні розміщені як одиночні, так і парні; з самого заду є три сидіння (інше місце забирає розміщення дизельного двигуна), крім комфортності сидінь, сидіння можуть обладнуватися підлокітниками. У автобуса залежно від комплектації, у салоні розміщено від 40 до 51 сидіння, при чому з вдалим плануванням (наприклад, немає такої жахливої вади, як вузькі проходи між сидіннями, які часто спричинюють штовханину у салоні під час години пік).
Автобус, як низькопідлоговий є обладнаним для перевезення пасажирів у інвалідних візках, і має усе необхідне для цього. По-перше, це система кнілінгу, яка дає можливість автобусові «присідати» до 25 сантиметрів над рівнем дороги (25 — оскільки накопичувальний майданчик зі спеціальним інвалідним місцем розміщена у тягачі, де висота підлоги становить 32 сантиметри); по-друге, автобус обладнаний висувним пандусом (100×90 см), який розміщений навпроти задніх дверей переднього салону, який розкладається і складається вручну, навпроти середніх дверей є спеціальний майданчик зі спеціальним «інвалідним» кріслом, також там є спеціальні ремені безпеки і кнопка виклику до водія у разі чого.

Бокові вікна у автобуса — тоновані чорним відтінком, вони теж травмобезпечні (безосколкові); у них влаштовані зсувні кватирки для обдуву, однак, окрім них, у автобуса досить розвинена система вентиляції: у салоні наявні 2+1 (або 2+2, як альтернатива) двохшвидкісні вентилятори; або наступна альтернатива — кондиціонерна установка. У автобуса також розвинена система обігріву, у салоні розміщено три спеціальні двохшвидкісні вентилятори (як альтернативний варіант — чотири); також є і відкидні люки. Безперечною перевагою салону є дуже високий рівень стелі салону (майже 240 сантиметрів), що є зручним для людей будь-якого зросту. Наявний у гібридного і такий примітний елемент, як з’єднувальна секція, більше відома, як просто «гармошка». Пластини у неї металеві, а м’яка частина з якісного каучуку. Рухомий майданчик на з’єднанні двох секцій є суцільною, дозволяє переходити з секції у секцію, а гармошка обшита так, що нічого не може впасти до неї у піддон. Освітлення у салоні відбувається за допомогою плафонових світильників великої потужності, що розміщені на даху салону. Є і інший цікавий елемент у салоні — електронне інформаційне табло, що також може працювати як «рухомий рядок», і показує різну інформацію, що налаштовується у кабіні водія.
У салоні гібридного автобуса у деяких місцях намальовано емблему виробника Solaris.
Кабіна водія автобуса відокремлена від салону суцільною перегородкою, з салону до неї ведуть спеціальні двері. також під вхід або вихід водія з чи до кабіни підлаштовано передню створку передніх дверей, що відкривається автономно. Дизайн кабіни водія змінився у порівнянні з Urbino 18 та має деякі відмінності. Біля приборної панелі розміщений своєрідний стіл, на який встановлюється апарат для керування електронними рейсовказівниками автобуса, окрім клавіатури, він має і спеціальні кнопки для позначення інших функцій, як «пауза», «у депо» тощо. Приладова панель стала дещо меншою і клавіш на ній стало менше (однак, вони просто ще розміщені на додаткових панелях, наприклад з лівого боку від водія, оскільки там немає двері входу/виходу). Приладова панель розміщена у вигляді півкола та зроблена з пластмаси, клавіші на ній великого розміру, різнокольорові та легко читаються завдяки тому, що мають малюнки з функціями на них. Керування опаленням та вентиляцією (або кондиціонером, якщо його встановлено), розміщене біля приладової панелі, з правого боку. Посередині приладової панелі розміщений спідометр (він більший за ті, що є на інших з Urbino i Trollino), має оцифровку до 125 км/год і електронний одометр. Електронне табло контролю має у своєму складі інші показникові прилади, та розміщене справа від спідометра, на ньому можуть бути і такі показники, як температура повітря на вулиці. Біля приладової панелі є спеціальне табло контролю за функціями з ліхтариками, які показують, яку функцію зараз увімкнено. Біля приладової панелі розміщений і мікрофон, через який водій оголошує зупинки. Рульове керування у автобуса від німецької фірми ZF, рульова колонка оснащена гідропідсилювачем; на кермі вибито емблему Solaris Bus&Coach. Проблему підрульових важелів вирішено шляхом об'єднання їх у один мультиджойстик, що розміщений з лівого боку, і у нього включені усі необхідні функції, як покази поворотів, включення склоочисників та фар, подача звукового сигналу. Водійське крісло також виконано з комфортом: комфортабельне сидіння оснащене підголівником, має пневмопідвіску, спинка крісла регулюється, а крісло встановлене на спеціальних рейках, тому може відсуватися. Крім цього, крісло оснащене пластиковим підлокотником. У водійській кабіні може встановлюватися кондиціонер, є і зсувна кватирка, у кабіні розміщено двохшвидкісний конвектор.

## Переваги моделі Hybrid

### Екологічність
Автобус Solaris Urbino 18 Hybrid є одним з найбільш дружніх до екології автобусів виробництва Solaris Bus&Coach. Усі автобуси виробництва цієї фірми ще від початку виробництва відповідали жорстким екологічним нормам Euro-3 i Euro-4. З розробкою Euro-5, гібридний автобус став обладнуватися найсучаснішою системою Євро. Такса на передку автобуса (див. зображення), позначає не тільки низьку підлогу, а ще й дружність до екології (через що колір її шкіри зелений), на гібридній версії у такси з'явилося і синє сердечко, що показує ще більшу екологічність. Автобус є гібридним та має два електрогенератори від Allison потужністю 75 кіловат. Екологічні переваги Solaris Urbino 18 Hybrid:
- автобус відповідає найновішим нормам компенсації викидів Euro-5, яка була розроблена у 2009 році;
- завдяки встановленню гібридної системи, витрати пального зменшилися у середньому на 22—24 відсотки;
- завдяки встановленню гібридної системи, шкідливі викиди CO2 зменшено в середньому на 25 відсотків;
- у автобуса потужні акумуляторні батареї, завдяки яким автобус може приїхати чималу відстань на них;
- можливість збереження енергії завдяки рекуперації під час електродинамічного гальмування.
- природне охолодження та батарей під час руху; також є система охолодження вентиляторами.

### Дизайн
Solaris Urbino 18 Hybrid має сучасний та пам'ятний дизайн та виглядає загалом дуже симпатично. Панорамне лобове скло, сучасний дизайн передньої та задньої панелі; обшивка зроблена з неіржавкої сталі та високу антикорозійну стійкість та забезпечує довговічність кузова, кузов — тримальний. У автобуса наявні електронні інформаційні табло (рейсовказівники) з яскравими барвами та можливістю показувати інформацію  Автобус виглядає вищим та сучаснішим від звичайного Urbino 18, і дизайн салону теж змінився, наприклад, поручні, що зручно кріпляться до сидінь, напівм'які крісла з розшитою синтетично тканиною, сучасний дизайн та висока комфортність місця водія.

### Безпека
У автобуса Solaris Urbino 18 Hybrid, окрім інших переваг, наявний високий рівень безпеки:
- на автобус встановлено травмобезпечні безосколкові склопакети, безосколковим є як лобове, так і усі інші вікна, багатошарове безосколкове лобове скло має високий захист проти сильного лобового удару;
- двері мають систему проти защемлення пасажирів, що є особливо актуальним під час рейсів у час-пік;
- в автобусі поєднана гальмівна система EBS (ABS+ASR) і система електродинамічного гальмування; також є ручне гальмо.

### Комфорт
Рівень комфорту для пасажирів є дуже високим. Автобус є низько підлоговим від початку до кінця, тому є зручним для будь-яких пасажирів, у автобуса наявна система кнілінгу, яка дозволяє понижувати рівень підлоги до 25—27 сантиметрів, це є досить важливим на зупинках. Салон є комфортним для пасажирів, у автобуса немає такої вади як вузький прохід між сидіннями. Автобус здатний перевозити інвалідів у візках та має спеціальний майданчик та пандус та усе інше (див. опис) і спеціальне інвалідне місце. Шумоізоляція салону є на високому рівні, завдяки хорошій якості двигуна та шумоізоляції моторного відсіку та салону. Кількість сидінь у автобусі є достатньою та варіюється від 40 до 51 залежно від комплектації. У автобуса дуже високий рівень стелі (240 сантиметрів) та зручне розміщення поручнів і планування сидінь. Комфортним та зручним є і кабіна водія. Для контролю за автобусом є чимало різноманітних приладів, є сучасне рідкокристалічне табло, у яке уміщені показникові прилади (крім спідометра). Іншими елементами комфорту є тоновані склопакети, кондиціонер або вентилятори (встановлюється одне з двох), хороша система опалення.

### Альтернативи
Автобус Solaris Urbino 18 Hybrid має деякі змінні компоненти, які можна замінити на сучасніші, та має декілька додаткових опцій:
- встановлення 350-літрового паливного бака замість звичайного 250-літрового (також автобус має додатковий бак «Ad-Blue Tank» на 40 літрів)
- Передній міст може бути змінений з ZF RL75EC на ZF RL85A;
- Густе мастило може бути змінене на напіврідке Vogel KFBS1;
- У автобуса може змінюватися «формула дверей», тобто кількість їх пілок;
- У автобуса може встановлюватися кондиціонер;
- замість трьох двохшвидкісних вентиляторів може встановлюватися 4 штуки;
- замість трьох двохшвидкісних конвекторів може встановлюватися 4 штуки;
- може встановлюватися додаткова система підігріву Eberspächer замість стандартного Webasto.

## Технічні характеристики
| Solaris Urbino 18 Hybrid                       | Solaris Urbino 18 Hybrid                                                                     |
| ---------------------------------------------- | -------------------------------------------------------------------------------------------- |
| Загальні дані                                  |                                                                                              |
| Модель                                         | Solaris Urbino 18 Hybrid                                                                     |
| Клас                                           | міський автобус, гібридний                                                                   |
| Виробник                                       | Solaris Bus&Coach                                                                            |
| Випускається з                                 | 2006                                                                                         |
| Покоління                                      | Mk1 (2006—2008) Mk2 (2008—)                                                                  |
| Кузов                                          |                                                                                              |
| Кузов (загальне описання)                      | одноланкового типу, вагонного компонування, тримальний, довговічний                          |
| Каркас кузова                                  | неіржавка сталь                                                                              |
| Покриття боковин                               | алюмінієві листи                                                                             |
| Габаритні розміри                              |                                                                                              |
| Довжина, мм                                    | 18000                                                                                        |
| Ширина, мм                                     | 2550                                                                                         |
| Висота, мм                                     | 3250                                                                                         |
| Передній звис, мм                              | 2700                                                                                         |
| Задній звис, мм                                | 3400                                                                                         |
| Поворотний діаметр, не менше                   | 23.0 метри                                                                                   |
| Колісна база, мм                               | 5130 (1→2 вісь) 6770 (2→3 вісь)                                                              |
| Дорожній просвіт, мм                           | ~150                                                                                         |
| Кут з'їзду/виїзду, °                           | 7/7                                                                                          |
| Споряджена маса, кг                            | 16000—17500 (залежно від спорядження)                                                        |
| Повна маса, кг                                 | 28000                                                                                        |
| Елементи і агрегати                            |                                                                                              |
| Світлотехніка (передок)                        | 10 фар (2 протитуманні+2 дальнього світла)                                                   |
| Бампер                                         | заварний, нечіткоокреслений                                                                  |
| Лобове скло                                    | панорамне (суцільне і розділене), травмобезпечне безосколкове                                |
| Склоочисники                                   | тришвидкісні горизонтальні/паралелограмного типу + склообмивачі                              |
| Склообмивачі                                   | наявні                                                                                       |
| Маршрутовказівники                             | електронні табло з різними функціями (детальніше у описанні моделі)                          |
| Малюнок з симпатичною таксою                   | наявний                                                                                      |
| Розташування двигуна                           | задній звис (тобто задок)                                                                    |
| Колеса                                         | 295/80R×22.5 (радіальні і дискові кріплення)                                                 |
| Осі, штук                                      | тривісний (6×2)                                                                              |
| Шасі                                           |                                                                                              |
| Передня вісь                                   | ZF RL 75 EC (стандартна) ZF RL 85 A (необов'язковий)                                         |
| Тягова вісь, модель                            | ZF AV 132 (задня вісь)                                                                       |
| Середня вісь, модель                           | ZF AVN 132                                                                                   |
| Змазка шасі                                    | густе масло (стандартне) Vogel KFBS1, напіврідке (необов'язкове)                             |
| Робоче гальмо                                  | пневматичне, двохконтурне                                                                    |
| Гальмівні системи                              | (ABS+ASR) — EBS (електронна система); зупинна (ручник); електродинамічне з рекуперацією      |
| Додаткове гальмо                               | електродинамічне+рекуперація                                                                 |
| Передня підвіска                               | незалежна                                                                                    |
| Задня підвіска                                 | залежна пневматична                                                                          |
| Система кнілінгу (ECAS)                        | наявна                                                                                       |
| Висота підлоги, см                             | 32—34 (передня частина→задня частина)                                                        |
| Підвищення/пониження рівня підлоги на, см      | 6/7                                                                                          |
| Салон                                          |                                                                                              |
| Кількість дверей і тип                         | 4 двійчасті(стандартна комплектація) поворотно-зсувного типу                                 |
| Формула дверей (альтернативна комплектація)    | 1-2-2 2-2-2 1-2-2-2                                                                          |
| Пандус для в'їзду інвалідних візків            | наявний відкидна рампа (100×90 см), відсувається і зсувається механічно                      |
| Розташування пандуса                           | 2 (середні) двері тягача                                                                     |
| Інвалідне місце                                | наявне                                                                                       |
| Поручні                                        | з тонкої сталевої труби                                                                      |
| Сидіння                                        | напівм'які, роздільного типу, без обшивки спинки, «подушки» розшиті синтетичною тканиною     |
| Кількість сидінь                               | 40—51 (залежно від замовлення та встановлення іншого обладнання)                             |
| Висота салону, см                              | 237 сантиметрів                                                                              |
| Система компостування квитків                  | електронні апарати на поручнях                                                               |
| Освітлення у салоні                            | плафонові світильники на даху                                                                |
| Вентиляція у салоні/кабіні                     | через зсувні кватирки; 3 або 4 вентилятори (1 додатковий), можливе встановлення кондиціонера |
| Бокові вікна                                   | трамвобепечні триплекс (безосколкові) затоновані чорним відтінком                            |
| Опалення у салоні                              | 3 конвектори, двохшвидкісні                                                                  |
| Додаткова система підігріву                    | Webasto/Eberspάcher (опційна)                                                                |
| Пасажиромісткість салону, чол                  | 160 чоловік+водій                                                                            |
| Місце водія                                    |                                                                                              |
| Кабіна водія                                   | відокремлена перегородкою від салону                                                         |
| Освітлення у кабіні                            | кожен з показникових приладів і один плафоновий світильник                                   |
| Вентиляція у кабіні                            | через вентилятор і зсувну кватирку або кондиціонер                                           |
| Крісло водія                                   | м'яке на пневмопідвісці із підголівником; регулюється углиб і в висоту                       |
| Приладова панель                               | у формі півкола з твердого пластику                                                          |
| Рульове керування                              | ZF 8098 Servocom                                                                             |
| Педалі                                         | Wabco, 2 шт                                                                                  |
| Коробка передач                                | —                                                                                            |
| Гібридна установка                             |                                                                                              |
| Гібридна система                               | Allison Ep50                                                                                 |
| Накопичувальні акумуляторні батареї            | NiMH                                                                                         |
| Електрогенератори                              | 2 штуки, потужністю 75 кіловат                                                               |
| Гібридний привод                               | Allison Ev 50                                                                                |
| Загальна маса батарей, кг                      | ~417                                                                                         |
| Охолодження батарей                            | природне, вентилятори                                                                        |
| Двигун і динамічні характеристики              |                                                                                              |
| Тип палива                                     | дизель                                                                                       |
| Марка двигуна (для конкретно цієї модифікації) | Cummins ISB6.7 250B                                                                          |
| Потужність, кіловат                            | 180.5                                                                                        |
| Місткість паливного бака, літри                | 250 350 (альтернативний варіант)                                                             |
| Додатковий Ad-Blue tank, розрахований, на      | 40 літрів                                                                                    |
| Робочий об'єм, літри                           | 6.7                                                                                          |
| Крутний момент, Н×м                            | 1008                                                                                         |
| Відповідність нормам щодо викидів              | Euro-5                                                                                       |
| Максимальна швидкість руху, км/год             | 120                                                                                          |